# Espanha nos Jogos Olímpicos de Verão da Juventude de 2010
A Espanha participou dos Jogos Olímpicos de Verão da Juventude de 2010 em Singapura. Sua delegação foi composta por 46 atletas que competiram em 15 esportes. O país conquistou um ouro quatro pratas e seis bronzes.

## Medalhistas
| Medalha | Nome            | Esporte             | Evento                   | Data         |
| ------- | --------------- | ------------------- | ------------------------ | ------------ |
| Ouro    | Dídac Salas     | Atletismo           | Salto com vara masculino | 23 de agosto |
| Prata   | Judit Ignacio   | Natação             | 200 m borboleta feminino | 16 de agosto |
| Prata   | Judit Ignacio   | Natação             | 100 m borboleta feminino | 20 de agosto |
| Prata   | María Vargas    | Ginástica artística | Salto feminino           | 21 de agosto |
| Prata   | Nestor Abad     | Ginástica artística | Barra fixa masculino     | 22 de agosto |
| Bronze  | Aitor Martínez  | Natação             | 50 m livre masculino     | 18 de agosto |
| Bronze  | Nagore Irigoien | Taekwondo           | Até 63 kg feminino       | 18 de agosto |
| Bronze  | Pedro Rivadulla | Judô                | Até 55 kg masculino      | 21 de agosto |
| Bronze  | Nestor Abad     | Ginástica artística | Argolas masculino        | 21 de agosto |
| Bronze  | Nestor Abad     | Ginástica artística | Salto masculino          | 22 de agosto |
| Bronze  | Íñigo García    | Canoagem            | Velocidade K1 masculino  | 22 de agosto |

## Atletismo
| Evento                            | Atleta               | Qualificação | Qualificação | Final     | Final        |
| Evento                            | Atleta               | Resultado    | Posição      | Resultado | Posição      |
| --------------------------------- | -------------------- | ------------ | ------------ | --------- | ------------ |
| Arremesso de peso masculino       | Alejandro Noguera    | 17,38        | 15º          | 18,40     | 4º (Final B) |
| Marcha atlética masculina (10 km) | Álvaro Martín        |              |              | 47:04.10  | 9º           |
| Salto em distância feminino       | Ana Martín-Sacristán | 5,51         | 13º          | 5,56      | 4º (Final B) |
| Salto triplo feminino             | Ariadna Ramos        | 12,13        | 8º           | 12,43     | 6º (Final A) |
| 2000 m com obstáculos masculino   | David Morcillo       | 6:10.90      | 9º           | 5:57.52   | 3º (Final B) |
| Salto com vara masculino          | Didac Salas          | 4,70         | 2º           | 5,05      | [ 12 ]       |
| 400 m com barreiras masculino     | Enrique González     | 53.14        | 8º (2º q3)   | 52.35     | 5º (Final A) |
| Arremesso de martelo feminino     | Jennifer Nevado      | 48,65        | 14º          | 48,55     | 4º (Final B) |
| Salto com vara feminino           | Laura Izquierdo      | 3,50         | 11º          | 3,45      | 3º (Final B) |
| Salto em altura feminino          | Priscilla Shlegel    | 1,73         | 10º          | 1,72      | 4º (Final B) |

## Badminton
| Evento           | Atleta         | Fase de grupos | Fase de grupos                     | Fase de grupos                       | Fase de grupos                              | Fase de grupos | Quartas-de-final                   | Semifinais  | Final       | Pos. final |
| Evento           | Atleta         | Grupo          | 1ª rodada                          | 2ª rodada                            | 3ª rodada                                   | Pos.           | Quartas-de-final                   | Semifinais  | Final       | Pos. final |
| ---------------- | -------------- | -------------- | ---------------------------------- | ------------------------------------ | ------------------------------------------- | -------------- | ---------------------------------- | ----------- | ----------- | ---------- |
| Simples feminino | Carolina Marín | C              | AUS Tara Pilven V 2-0 (21-8, 21-9) | FIN Airi Mikkela V 2-0 (21-8, 21-11) | MKD Dragana Volkanovska V 2-0 (21-5, 21-10) | 1º             | CHN Deng Xuan D 0-2 (12-21, 19-21) | Não avançou | Não avançou | --         |

## Basquetebol
| Evento                           | Elenco                                                 | Preliminares | Preliminares                                                                                            | Preliminares | Quartas-de-final           | Classificação 5-8    | Disputa pelo 7º lugar | Pos. final |
| Evento                           | Elenco                                                 | Grupo        | Resultados                                                                                              | Pos.         | Quartas-de-final           | Classificação 5-8    | Disputa pelo 7º lugar | Pos. final |
| -------------------------------- | ------------------------------------------------------ | ------------ | --- | ------------ | -------------------------- | -------------------- | --------------------- | ---------- |
| Torneio Masculino de Basquetebol | Francesc Pascual Javier Medori Lluis Costa Mikel Motos | D            | CRO Croácia D 27-29 RSA África do Sul V 33-5 PHI Filipinas V 27-25 ISV Ilhas Virgens Americanas V 17-11 | 2º           | USA Estados Unidos D 19-28 | LTU Lituânia D 14-34 | ARG Argentina D 13-23 | 8º         |

## Canoagem
| Evento                  | Atleta              | Tomada de tempo | Tomada de tempo | 1ª rodada                                                 | 2ª rodada (repescagem)             | Oitavas-de-final                         | Quartas-de-final                          | Semi-finais                | Final                             | Pos. final        |
| Evento                  | Atleta              | Resultado       | Pos.            | Oponente Resultado                                        | Oponente Resultado                 | Oponente Resultado                       | Oponente Resultado                        | Oponente Resultado         | Oponente Resultado                | Pos. final        |
| ----------------------- | ------------------- | --------------- | --------------- | --------------------------------------------------------- | ---------------------------------- | ---------------------------------------- | ----------------------------------------- | -------------------------- | --------------------------------- | ----------------- |
| Velocidade K1 masculino | Íñigo García        | 1:33.19         | 6º              | STP Vanderley Cabral de Assunção Silva V 1:33.27 (bat. 5) |                                    | AUS Scott Smith V 1:32.70 (bat. 5)       | RUS Igor Kalashnikov V 1:32.42 (bat. 4)   | HUN Sandor Totka D 1:36.68 | BLR Andrei Tsarykovich V 1:32.47* | Medalha de bronze |
| Slalom K1 masculino     | Íñigo García        | 1:39.03         | 9º              | RSA Luke Stowman V 1:38.08 (bat. 8)                       |                                    | UKR Vasyl Zelnychenko D 1:43.32 (bat. 8) | Não avançou                               | Não avançou                | Não avançou                       | --                |
| Velocidade K1 feminino  | María Elena Monleón | 1:44.69         | 7º              | FRA Manon Hostens V 1:44.69 (bat. 7)                      |                                    | DEN Ida Villumsen V 1:45.95 (bat. 5)     | RUS Natalia Podolskaya V 1:46.35 (bat. 2) | CHN Jieyi Huang D 1:50.50  | BEL Hermien Peters D 1:49.11*     | 4º                |
| Slalom K1 feminino      | María Elena Monleón | 1:58.49         | 15º             | TUN Ben Ismail Afef D 2:00.27 (bat. 9)                    | MAR Kawtar Rimi V 1:57.60 (rep. 2) | Não avançou                              | Não avançou                               | Não avançou                | Não avançou                       | --                |

* Disputa pelo bronze

## Ciclismo
| Prova                     | Equipe         | Corta-mato | Corta-mato | Corta-mato | Corta-mato | Corta-mato | Corta-mato | Contra-relógio | Contra-relógio | Contra-relógio | Contra-relógio | Contra-relógio | Contra-relógio | BMX    | BMX  | BMX  | BMX           | BMX   | BMX   | Estrada masculino[n1] | Estrada masculino[n1] | Estrada masculino[n1] | Pontuação geral | Pos. final |
| Prova                     | Equipe         | Fem.       | Fem.       | Fem.       | Masc.      | Masc.      | Masc.      | Fem.           | Fem.           | Fem.           | Masc.          | Masc.          | Masc.          | Fem.   | Fem. | Fem. | Masc.         | Masc. | Masc. | Estrada masculino[n1] | Estrada masculino[n1] | Estrada masculino[n1] | Pontuação geral | Pos. final |
| Prova                     | Equipe         | T          | P          | Pts        | T          | P          | Pts        | T              | P              | Pts            | T              | P              | Pts            | T      | P    | Pts  | T             | P     | Pts   | T                     | P                     | Pts                   | Pontuação geral | Pos. final |
| ------------------------- | -------------- | ---------- | ---------- | ---------- | ---------- | ---------- | ---------- | -------------- | -------------- | -------------- | -------------- | -------------- | -------------- | ------ | ---- | ---- | ------------- | ----- | ----- | --------------------- | --------------------- | --------------------- | --------------- | ---------- |
| Equipes mistas combinadas | Alvaro Trueba  |            |            |            |            |            |            |                |                |                | 4:15.25        | 16º            | 29             |        |      |      |               |       |       | 1:05.44               | 32º                   | 72                    | 323             | 22º        |
| Equipes mistas combinadas | Antonio Santos |            |            |            | 1:02:22    | 10º        | 54         |                |                |                |                |                |                |        |      |      |               |       |       | 1:05.44               | 10º                   | 54                    | 323             | 22º        |
| Equipes mistas combinadas | Bianca Martín  | -1 volta   | 21º        | 40         |            |            |            | 3:37.11        | 13º            | 36             |                |                |                | 52.142 | 27º  | 40   |               |       |       |                       |                       |                       | 323             | 22º        |
| Equipes mistas combinadas | Rubén Crespo   |            |            |            |            |            |            |                |                |                |                |                |                |        |      |      | Não completou | 16º   | 70    | Não largou            | --                    | --                    | 323             | 22º        |

↑  Na prova de estrada apenas a melhor pontuação foi considerada.

## Ginástica

### Ginástica artística
| Atleta       | Evento                       | Qualificação | Qualificação | Final por aparelhos | Final por aparelhos | Final individual geral | Final individual geral | Final individual geral | Final individual geral | Final individual geral | Final individual geral | Final individual geral | Final individual geral | Final individual geral | Final individual geral |
| Atleta       | Evento                       | Result.      | Pos.         | Result.             | Pos.                | Barras assimétricas    | Trave                  | Solo                   | Salto                  | Cavalo com alças       | Argolas                | Barras paralelas       | Barra fixa             | Total                  | Pos.                   |
| ------------ | ---------------------------- | ------------ | ------------ | ------------------- | ------------------- | ---------------------- | ---------------------- | ---------------------- | ---------------------- | ---------------------- | ---------------------- | ---------------------- | ---------------------- | ---------------------- | ---------------------- |
| María Vargas | Salto feminino               | 13.750       | 6º           | 13.800              | Medalha de prata    |                        |                        |                        |                        |                        |                        |                        |                        |                        |                        |
| María Vargas | Barras assimétricas feminino | 12.150       | 20º          | Não avançou         | Não avançou         |                        |                        |                        |                        |                        |                        |                        |                        |                        |                        |
| María Vargas | Trave feminino               | 12.150       | 31º          | Não avançou         | Não avançou         |                        |                        |                        |                        |                        |                        |                        |                        |                        |                        |
| María Vargas | Solo feminino                | 12.600       | 17º          | Não avançou         | Não avançou         |                        |                        |                        |                        |                        |                        |                        |                        |                        |                        |
| María Vargas | Individual geral feminino    | 50.650       | 17º          |                     |                     | 12.800                 | 13.150                 | 12.650                 | 14.250                 |                        |                        |                        |                        | 52.850                 | 9º                     |
| Nestor Abad  | Solo masculino               | 14.100       | 6º           | 13.550              | 7º                  |                        |                        |                        |                        |                        |                        |                        |                        |                        |                        |
| Nestor Abad  | Cavalo com alças masculino   | 10.200       | 39º          | Não avançou         | Não avançou         |                        |                        |                        |                        |                        |                        |                        |                        |                        |                        |
| Nestor Abad  | Argolas masculino            | 14.050       | 6º           | 14.150              | Medalha de bronze   |                        |                        |                        |                        |                        |                        |                        |                        |                        |                        |
| Nestor Abad  | Salto masculino              | 15.800       | 2º           | 15.450              | Medalha de bronze   |                        |                        |                        |                        |                        |                        |                        |                        |                        |                        |
| Nestor Abad  | Barras paralelas masculino   | 11.500       | 37º          | Não avançou         | Não avançou         |                        |                        |                        |                        |                        |                        |                        |                        |                        |                        |
| Nestor Abad  | Barra fixa masculino         | 14.100       | 4º           | 14.125              | Medalha de prata    |                        |                        |                        |                        |                        |                        |                        |                        |                        |                        |
| Nestor Abad  | Individual geral masculino   | 79.750       | 28º          |                     |                     |                        |                        | Não avançou            | Não avançou            | Não avançou            | Não avançou            | Não avançou            | Não avançou            | Não avançou            | Não avançou            |

### Ginástica rítmica
| Evento           | Atleta         | Qualificação | Qualificação | Qualificação | Qualificação | Qualificação | Qualificação | Final       | Final       | Final       | Final       | Final       | Final       |
| Evento           | Atleta         | Corda        | Arco         | Maças        | Fita         | Total        | Pos.         | Corda       | Arco        | Maças       | Fita        | Total       | Pos. final  |
| ---------------- | -------------- | ------------ | ------------ | ------------ | ------------ | ------------ | ------------ | ----------- | ----------- | ----------- | ----------- | ----------- | ----------- |
| Individual geral | Eugenya Onopko | 21.375       | 23.000       | 21.900       | 21.675       | 87.950       | 10º          | Não avançou | Não avançou | Não avançou | Não avançou | Não avançou | Não avançou |

## Halterofilismo
| Evento             | Atleta            | Peso corporal (kg) | Arranque (kg) | Arranque (kg) | Arranque (kg) | Arranque (kg) | Arremesso (kg) | Arremesso (kg) | Arremesso (kg) | Arremesso (kg) | Total (kg) | Pos. final |
| Evento             | Atleta            | Peso corporal (kg) | 1             | 2             | 3             | Res.          | 1              | 2              | 3              | Res.           | Total (kg) | Pos. final |
| ------------------ | ----------------- | ------------------ | ------------- | ------------- | ------------- | ------------- | -------------- | -------------- | -------------- | -------------- | ---------- | ---------- |
| Até 48 kg feminino | Atenery Hernández | 47,93              | 60            | 63            | 65            | 63            | 73             | 76             | 78             | 76             | 139        | 6º         |

## Judô
| Evento              | Atleta          | 1ª rodada    | 2ª rodada                       | Semifinais                    | Disputa pelo bronze B           | Pos. final |
| ------------------- | --------------- | ------------ | ------------------------------- | ----------------------------- | ------------------------------- | ---------- |
| Até 55 kg masculino | Pedro Rivadulla | Sem oponente | YEM Abdulrahman Anter V 100-000 | CZE David Pulkrábek D 001-011 | COM Fahariya Takidine V 100-000 | [ 22 ]     |

| Evento         | Atleta                                            | 1ª rodada                | 2ª rodada              | Semifinais             | Final                     | Pos. final      |
| -------------- | ------------------------------------------------- | ------------------------ | ---------------------- | ---------------------- | ------------------------- | --------------- |
| Equipes mistas | Pedro Rivadulla (como integrante da equipe Essen) | ZZX Equipe Munique V 4-3 | ZZX Equipe Chiba V 5-2 | ZZX Equipe Cairo V 5-2 | ZZX Equipe Belgrado V 6-1 | Medalha de ouro |

## Natação

### Feminino
| Evento                   | Atleta           | Qualificação | Qualificação | Semifinais | Semifinais   | Final       | Final            |
| Evento                   | Atleta           | Resultado    | Posição      | Resultado  | Posição      | Resultado   | Posição          |
| ------------------------ | ---------------- | ------------ | ------------ | ---------- | ------------ | ----------- | ---------------- |
| 50 m borboleta feminino  | Anna Martí       | 28.26        | 10º (3º q3)  | 28.25      | 10º (5º sf1) | Não avançou | Não avançou      |
| 100 m borboleta feminino | Anna Martí       | 1:02.12      | 13º (5º q4)  | 1:01.41    | 8º (4º sf2)  | 1:01.38     | 7º               |
| 200 m livre feminino     | Claudia Dasca    | 2:04.54      | 10º (4º q6)  |            |              | Não avançou | Não avançou      |
| 400 m livre feminino     | Claudia Dasca    | 4:18.02      | 3º (2º q4)   |            |              | 4:14.81     | 5º               |
| 100 m borboleta feminino | Judit Ignacio    | 1:00.93      | 2º (1º q4)   | 1:00.87    | 3º (1º sf1)  | 1:00.07     | Medalha de prata |
| 200 m borboleta feminino | Judit Ignacio    | 2:12.59      | 2º (1º q1)   |            |              | 2:10.11     | Medalha de prata |
| 100 m peito feminino     | Teresa Gutiérrez | 1:12.75      | 10º (4º q4)  | 1:13.15    | 15º (7º sf1) | Não avançou | Não avançou      |
| 200 m peito feminino     | Teresa Gutiérrez | 2:32.42      | 5º (3º q2)   |            |              | 2:31.06     | 5º               |

### Masculino
| Evento                 | Atleta           | Qualificação | Qualificação | Semifinais  | Semifinais  | Final       | Final             |
| Evento                 | Atleta           | Resultado    | Posição      | Resultado   | Posição     | Resultado   | Posição           |
| ---------------------- | ---------------- | ------------ | ------------ | ----------- | ----------- | ----------- | ----------------- |
| 200 m livre masculino  | Adrián Mantas    | Não largou   | -- (q5)      |             |             | Não avançou | Não avançou       |
| 50 m livre masculino   | Aitor Martínez   | 23.13        | 3º (1º q5)   | 22.92       | 3º (2º sf2) | 22.83       | Medalha de bronze |
| 100 m livre masculino  | Aitor Martínez   | 51.84        | 14º (5º q5)  | 51.46       | 9º (4º sf2) | Não avançou | Não avançou       |
| 200 m peito masculino  | Eduardo Solaeche | 2:20.80      | 12º (3º q1)  |             |             | Não avançou | Não avançou       |
| 200 m medley masculino | Eduardo Solaeche | 2:04.06      | 6º (3º q3)   |             |             | 2:04.09     | 6º                |
| 100 m livre masculino  | Yeray Lebon      | 52.00        | 18º (6º q7)  | Não avançou | Não avançou | Não avançou | Não avançou       |
| 200 m livre masculino  | Yeray Lebon      | 1:53.53      | 16º (5º q5)  |             |             | Não avançou | Não avançou       |

### Misto
| Evento               | Atleta                                                      | Qualificação     | Qualificação | Semifinais | Semifinais | Final         | Final         |
| Evento               | Atleta                                                      | Resultado        | Posição      | Resultado  | Posição    | Resultado     | Posição       |
| -------------------- | ----------------------------------------------------------- | ---------------- | ------------ | ---------- | ---------- | ------------- | ------------- |
| 4x100 m livre misto  | Yeray Lebon Judit Ignacio Eduardo Soleche Anna Martí        | Desclassificados | -- (q1)      |            |            | Não avançaram | Não avançaram |
| 4x100 m medley misto | Adriín Mantas Judit Ignacio Teresa Gutiérrez Aitor Martínez | 4:07.05          | 10º (2º q1)  |            |            | Não avançaram | Não avançaram |

## Pentatlo moderno
| Evento               | Atleta                                    | Esgrima (Espada 1 toque) | Esgrima (Espada 1 toque) | Esgrima (Espada 1 toque) | Natação (200 m livre) | Natação (200 m livre) | Natação (200 m livre) | Corrida e tiro (3000 m, pistola a laser) | Corrida e tiro (3000 m, pistola a laser) | Corrida e tiro (3000 m, pistola a laser) | Pontuação total | Pos. final |
| Evento               | Atleta                                    | Result.                  | Pos.                     | Pontos                   | Tempo                 | Pos.                  | Pontos                | Tempo                                    | Pos.                                     | Pontos                                   | Pontuação total | Pos. final |
| -------------------- | ----------------------------------------- | ------------------------ | ------------------------ | ------------------------ | --------------------- | --------------------- | --------------------- | ---------------------------------------- | ---------------------------------------- | ---------------------------------------- | --------------- | ---------- |
| Individual masculino | Aleix Heredia                             | 14                       | 5º                       | 920                      | 2:17.41               | 20º                   | 1152                  | 10:51.00                                 | 3º                                       | 2396                                     | 4468            | 5º         |
| Individual feminino  | Nuria Chavarría                           | 17                       | 1º                       | 1040                     | 2:35.11               | 23º                   | 940                   | 14:07.58                                 | 20º                                      | 1612                                     | 3592            | 14º        |
| Equipes mistas       | Aleix Heredia e KAZ Dilyara Ilyassova     | 56                       | 2º                       | 920                      | 2:20.06               | 24º                   | 1120                  | 16:57.64                                 | 20º                                      | 2012                                     | 4052            | 21º        |
| Equipes mistas       | Nuria Chavarría e GUA Jorge Imeri Cabrera | 54                       | 5º                       | 900                      | 2:13.18               | 23º                   | 1204                  | 17:00.81                                 | 21º                                      | 2000                                     | 4104            | 20º        |

## Remo
| Evento                 | Atleta                     | Elim.   | Elim.       | Repescagem | Repescagem  | Semifinais | Semifinais   | Final   | Final        |
| Evento                 | Atleta                     | Tempo   | Pos.        | Tempo      | Pos.        | Tempo      | Pos.         | Tempo   | Pos.         |
| ---------------------- | -------------------------- | ------- | ----------- | ---------- | ----------- | ---------- | ------------ | ------- | ------------ |
| Dois sem masculino     | Ansier Alonso Ander Zabala | 3:16.49 | 3º (bat. 2) |            |             | 3:27.59    | 6º (sf A/B1) | 3:20.08 | 6º (Final B) |
| Skiff simples feminino | Garazi Bilbao              | 3:59.72 | 3º (bat. 2) | 4:06.04    | 2º (rep. 2) | 4:06.11    | 6º (sf A/B2) | 4:00.93 | 4º (Final B) |

## Taekwondo
| Evento             | Atleta          | 1ª rodada    | Quartas-de-final    | Semifinais               | Final       | Pos. final        |
| ------------------ | --------------- | ------------ | ------------------- | ------------------------ | ----------- | ----------------- |
| Até 63 kg feminino | Nagore Irigoien | Sem oponente | MEX Ana Perez V 5-4 | KOR Jeon Soo-Yeon D 2-2+ | Não avançou | Medalha de bronze |

## Tiro com arco
| Evento               | Atleta                                   | Qualificatória | Qualificatória | 1ª rodada                                          | Oitavas-de-final                                | Quartas-de-final                           | Semi-finais                                    | Final                                              | Pos. final |
| Evento               | Atleta                                   | Resultado      | Pos.           | Oponente Resultado                                 | Oponente Resultado                              | Oponente Resultado                         | Oponente Resultado                             | Oponente Resultado                                 | Pos. final |
| -------------------- | ---------------------------------------- | -------------- | -------------- | -------------------------------------------------- | ----------------------------------------------- | ------------------------------------------ | ---------------------------------------------- | -------------------------------------------------- | ---------- |
| Individual masculino | Carlos Rivas                             | 611            | 17º            | ARM Vasil Shahnazaryan V 7-1                       | NED Rick van den Oever D 0-6                    | Não avançou                                | Não avançou                                    | Não avançou                                        | --         |
| Individual feminino  | Miriam Alarcón                           | 581            | 20º            | DEN Nynne Sophie Holdt-Caspersen V 6-2             | MEX Mariana Avitia D 1-7                        | Não avançou                                | Não avançou                                    | Não avançou                                        | --         |
| Equipes mistas       | Carlos Rivas e SIN Tze Rong Vanessa Loh  |                |                | TJK Kristina Zaynutdinova/ KOR Park Min-Beom V 7-3 | SLO Brina Božič/ AUS Benjamin Nott D 4-6        | Não avançaram                              | Não avançaram                                  | Não avançaram                                      | --         |
| Equipes mistas       | Miriam Alarcón e BAN Emdadul Haque Milon |                |                | BAN Beauty Ray/ GBR Mark Nesbitt V 6-4             | POL Aleksandra Wojnicka/ TUR Yagiz Yilmaz V 7-3 | AUS Alice Ingley/ JPN Tsukushi Koiwa V 6-5 | GRE Zoi Paraskevopoulou/ SLO Gregor Rajh D 1-7 | TUR Begunhan Unsal/ SIN Abdud Dayyan Jaffar D 5-6* | 4º         |

* Disputa pelo bronze

## Triatlo
| Evento               | Triatleta                                       | Natação | Transição 1 | Ciclismo | Transição 2 | Corrida | Tempo total | Pos. |
| -------------------- | ----------------------------------------------- | ------- | ----------- | -------- | ----------- | ------- | ----------- | ---- |
| Individual feminino  | Anna Godoy                                      | 9:34    | 0:35        | 32:10    | 0:25        | 20:45   | 1:03:29.90  | 11º  |
| Individual masculino | Diego Paz                                       | 9:20    | 0:32        | 29:24    | 0:25        | 18:10   | 57:51.69    | 20º  |
| Revezamento misto    | Anna Godoy (como integrante da equipe Europa 3) |         |             |          |             |         | 1:22:49.66  | 6º   |
| Revezamento misto    | Diego Paz (como integrante da equipe Europa 5)  |         |             |          |             |         | 1:23:49.96  | 10º  |

## Vela
| Evento              | Atleta      | Regata | Regata | Regata | Regata | Regata | Regata | Regata | Regata | Regata | Regata | Regata | Regata | Total | Posição |
| Evento              | Atleta      | 1      | 2      | 3      | 4      | 5      | 6      | 7      | 8      | 9      | 10     | 11     | M      | Total | Posição |
| ------------------- | ----------- | ------ | ------ | ------ | ------ | ------ | ------ | ------ | ------ | ------ | ------ | ------ | ------ | ----- | ------- |
| Techno 293 feminino | Lara Lagoa  | 6      | 5      | 10     | 2      | 8      | 4      | 4      | 7      | 3      | 2      |        | 5      | 46    | 5º      |
| Byte CII masculino  | Marti Llena | 7      | 17     | 1      | 15     | 6      | 7      | 17     | 2      | 21     | 6      | 19     | 9      | 87    | 8º      |

Notas:
- M – Regata da Medalha
- OCS – On the Course Side of the starting line
- DSQ – Disqualified (Desclassificado)
- DNF – Did Not Finish (Não completou)
- DNS – Did Not Start (Não largou)
- BFD – Black Flag Disqualification (Desclassificado por bandeira preta)
- RAF – Retired after Finishing (Retirou-se após completar a prova)